# 2015 في الإمارات العربية المتحدة
فيما يلي قوائم الأحداث التي وقعت خلال عام 2015 في الإمارات العربية المتحدة.

## أحداث
- 3 أكتوبر – انتخابات المجلس الوطني الاتحادي 2015

## رياضة
- 7 فبراير – طواف دبي 2015 الفائزون جون ديجينكولب، مارك كافنديش، خوان خوسيه لوباتو.
- 11 أكتوبر – طواف أبو ظبي 2015 الفائزون فابيو آرو، استيبان تشافيس، ووت بويلس.

## أفلام
من الأفلام التي صدرت هذه السنة في الإمارات العربية المتحدة:
- 1 يناير – خارج الخدمة
- 1 يناير – من ألف إلى باء من إخراج علي فيصل مصطفى.
- 4 سبتمبر – ذيب من إخراج ناجي أبو نوار.
- 22 أكتوبر – سماني ملالا من إخراج ديفيس غوغنهايم.
- 1 ديسمبر – قبل زحمة الصيف من إخراج محمد خان.
- 9 ديسمبر – بلال
- 10 ديسمبر – زنزانة

## وفيات

### أغسطس
- 20 أغسطس – موزة سلطان الكعبي (مواليد 1984) جراحة إماراتية.

### سبتمبر
- 19 سبتمبر – راشد بن محمد آل مكتوم (مواليد 1981)